# José Manuel Rodríguez Uribes
José Manuel Rodríguez Uribes ([xoˈse maˈnwɛl roˈðɾiɣɛθ uˈɾiβes]), né le 9 octobre 1968 à Valence, est un homme politique espagnol membre du Parti socialiste ouvrier espagnol (PSOE)
Il est docteur en droit et enseigne la philosophie du droit et politique à l'université Charles-III de Madrid. Ancien directeur de cabinet du haut-commissaire aux Victimes du terrorisme Gregorio Peces-Barba, il est directeur général des Victimes du terrorisme au ministère de l'Intérieur entre 2005 et 2011. Il retrouve ensuite des fonctions universitaires.
En 2017, le secrétaire général du PSOE Pedro Sánchez le nomme secrétaire à la Laïcité au sein de la direction du parti. Après être parvenu au pouvoir en juin 2018, Sánchez le désigne délégué du gouvernement dans la communauté de Madrid, poste dont il est relevé en avril 2019 pour se présenter aux élections à l'Assemblée de Madrid. Élu député, il devient porte-parole adjoint du groupe parlementaire socialiste.
Au début de son deuxième mandat à la tête de l'Espagne en janvier 2020, Sánchez le choisit comme nouveau ministre de la Culture. Il est reléve de ses fonctions en juillet 2021 et devient peu après ambassadeur à l'Unesco. En 2023, il est nommé président du Conseil supérieur des Sports.

## Formation et vie universitaires
José Manuel Rodríguez Uribes naît le 9 octobre 1968 à Valence. Il est titulaire d'une licence en droit de l'université de Valence et d'un doctorat dans la même matière de l'université Charles-III de Madrid.
Il est professeur titulaire de philosophie du droit et de philosophie politique à l'université Charles-III. Il est notamment responsable du master en droits fondamentaux de l'Institut des droits humains « Bartolomé de las Casas » — rattaché à l'université Charles-III — entre 2013 et 2017, puis directeur de l'Institut de 2016 à 2018.

## Carrière politique

### Sous Zapatero
Lorsque l'ancien président du Congrès des députés Gregorio Peces-Barba est nommé haut-commissaire aux Victimes du terrorisme par José Luis Rodríguez Zapatero, il recrute José Manuel Rodríguez Uribes comme directeur de cabinet. Il occupe entre 2005 et 2011 le poste de directeur général de Soutien aux victimes du terrorisme et d'Attention aux citoyens au sein du ministère de l'Intérieur.

### Avec Sánchez
À l'occasion du 39e congrès fédéral du Parti socialiste ouvrier espagnol, le secrétaire général réélu Pedro Sánchez appelle José Manuel Rodríguez Uribes pour siéger au sein de la commission exécutive fédérale (CEF) en tant que secrétaire à la Laïcité.
Lors du Conseil des ministres du gouvernement Sánchez I du 15 juin 2018, il est nommé délégué du gouvernement dans la communauté de Madrid en remplacement de la conservatrice Concepción Dancausa. Il est relevé de ses responsabilités en avril 2019 afin de se présenter aux élections parlementaires madrilènes du 26 mai 2019, en 3e position sur la liste d'Ángel Gabilondo, dont il est perçu comme un potentiel remplaçant en cas de nomination de ce dernier dans l'administration gouvernementale par Sánchez. Il est par la suite désigné porte-parole adjoint du groupe des députés socialistes.
Le 11 janvier 2020, le président du gouvernement annonce que José Manuel Rodríguez Uribes sera nommé ministre de la Culture et des Sports, en remplacement de José Guirao. Il prête serment devant le roi Felipe VI, avec l'ensemble de ses collègues, le 13 janvier au palais de la Zarzuela puis entre en fonction. À l'occasion d'un important remaniement ministériel, il est relevé de ses fonctions le 12 juillet 2021 au profit de Miquel Iceta.
Il est nommé le 19 octobre suivant ambassadeur à l'Unesco en Conseil des ministres. Après que Víctor Francos Díaz (es) a annoncé sa démission de façon inattendue le 14 décembre 2023, José Manuel Rodríguez Uribes est désigné le 18 décembre par le Conseil des ministres du gouvernement Sánchez III président du Conseil supérieur des Sports (CSD). Il prend ses fonctions trois jours plus tard, en présence notamment de la ministre Pilar Alegría.